# Le Petit Chose (film, 1923)
Pour les articles homonymes, voir Le Petit Chose (homonymie).
Le Petit Chose est un film français muet réalisé par André Hugon, sorti en 1923.

## Fiche technique
Source : BiFi.fr
- Réalisation : André Hugon
- Adaptation : André Hugon, d'après le roman Le Petit Chose d'Alphonse Daudet
- Photographie : Karemine Mérobian
- Société de production : Les Productions André Hugon
- Société de distribution : Pathé-Consortium-Cinéma
- Format : Noir et blanc - Muet - 1,33:1
- Durée : 115 minutes
- Date de sortie : 1923

## Distribution
Source : BiFi.fr
- Max de Rieux : Daniel Eyssette, « le Petit Chose »
- Alexiane : Camille Pierrotte
- Jean Debucourt : Jacques Eyssette
- Claude Mérelle : Irma Borel
- Gilbert Dalleu : le père de Pierrotte
- André Calmettes : M. Viot, le surveillant général
- Jeanne Bérangère : la fée aux lunettes